# Franz Caramelle
Franz Caramelle (* 1944 in Kitzbühel) ist ein österreichischer Kunsthistoriker. Von 1988 bis 2009 war er Landeskonservator für Tirol.

## Leben
Nach dem Besuch der Volksschule in seinem Heimatort Brixen im Thale und des Akademischen Gymnasiums Innsbruck studierte Caramelle ab 1964 an der Universität Innsbruck Kunstgeschichte bei Otto Lutterotti und Heinz Mackowitz. Über einen Werkvertrag kam er 1967 noch vor dem Studienabschluss in den Dienst des Bundesdenkmalamtes. 1972 wurde er mit einer Dissertation über den Bronzebossier Caspar Gras (1585–1674) promoviert.
Als Mitarbeiter des Bundesdenkmalamtes und von 1988 bis 2009 als Landeskonservator war Caramelle an der Aufnahme und der Unterschutzstellung unzähliger Baudenkmäler beteiligt. Von 1979 bis 2007 hatte er Lehraufträge über Denkmalpflege an der Universität Innsbruck, zunächst am Institut für Kunstgeschichte, später am Institut für Baukunst und Denkmalpflege. Er verfasste zahlreiche Publikationen zur Kunstgeschichte und Denkmalpflege. 2009 trat er in den Ruhestand.
Im Jahr 2010 erhielt Caramelle das Ehrenzeichen des Landes Tirol.

## Publikationen (Auswahl)
- Die Servitenkirche zu Innsbruck. Innsbruck 1973.
- Sehenswertes in Tirol. Stifte, Klöster, Einsiedeleien. Innsbruck 1988.
- Christus – die Ikone Gottes. Szenen aus seinem Leben in Bildern aus Tirol. Hrsg. von Emmerich Beneder & Franz Caramelle, Innsbruck 2000.
- Innsbruck, introd. essay and chronological outline of Innsbruck's history by Franz Caramelle. Photogr. by Hella Pawlowski. Innsbruck – Wien 2007.

## Festschrift
- Michaela Frick/Gabriele Neumann (Hrsg.): Beachten und Bewahren. Caramellen zur Denkmalpflege, Kunst- und Kulturgeschichte Tirols. Festschrift zum 60. Geburtstag von Franz Caramelle, Innsbruck 2004